# ماكس ألفاريز
ماكس ألفاريز (بالإنجليزية: Max Alvarez)‏ هو لاعب كرة قدم أمريكي، ولد في 16 يونيو 1991 في نابا في الولايات المتحدة. لعب مع نادي ساكارامينتو ريببلك.

## وصلات خارجية
- ماكس ألفاريز على موقع الدوري الأمريكي (الإنجليزية)
- ماكس ألفاريز على موقع قاعدة بيانات كرة القدم.إي يو (الإنجليزية)